# Henri II. de Bourbon, prince de Condé

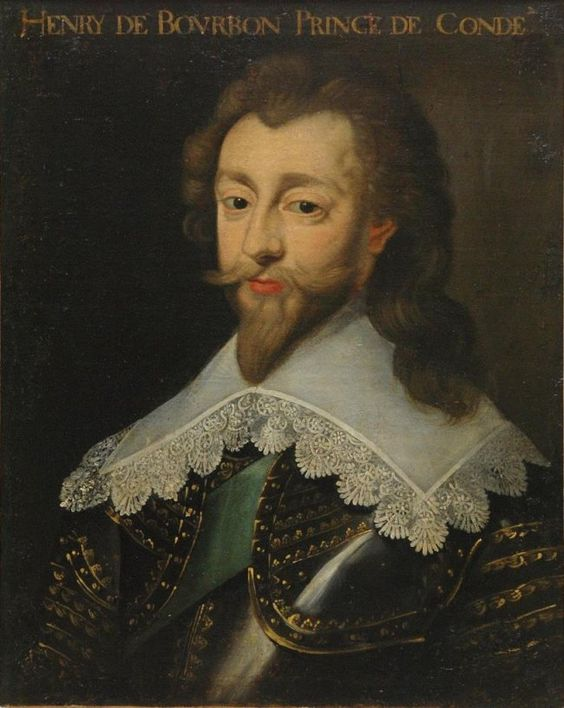
Henri II. de Bourbon

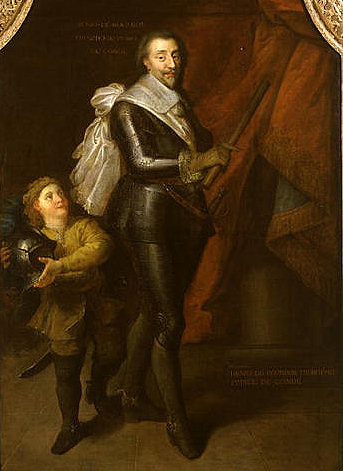
Henri II. de Bourbon auf dem Porträtgemälde eines anonymen Künstlers aus der ersten Hälfte des 17. Jh. im Musée Condé in Chantilly

Henri II. de Bourbon, prince de Condé (* 1. September 1588 in Saint-Jean-d’Angély; † 26. Dezember 1646 in Paris) war Sohn von Henri I. de Bourbon, prince de Condé und dessen zweiter Gemahlin Charlotte de La Trémoille und damit dritter Fürst von Condé.

## Leben
Sein Vater hatte für die hugenottische Seite gekämpft und war 1588 seinen Kriegsversehrungen erlegen. Henri wurde von seiner Mutter Charlotte de la Trémoille katholisch erzogen, die wegen ihrer Heirat 1586 Hugenottin geworden war, 1597 dem Calvinismus aber wieder abschwor. Es gab Zweifel an der Vaterschaft von Henri I., doch gelang es Jacques-Auguste de Thou 1595, dem jungen Fürsten von Condé einen Anspruch in der Thronfolge zu sichern, obwohl er von vielen als illegitimer Sohn angesehen wurde. König Heinrich IV. erkannte ihn als ersten „Prinz des Blutes“ (französisch prince du sang) von Condé an.
1609 heiratete er Charlotte-Marguerite de Montmorency, Tochter des Herzog Henri I. de Montmorency, für die sich der für seine Liebesabenteuer bekannte Heinrich IV. zu interessieren begann. Condé schickte seine Frau daraufhin ins Ausland und musste dann selbst vor dem Ärger des Königs fliehen. Nach der Ermordung Heinrichs IV. kehrte er nach Frankreich zurück und geriet in Konflikt mit der Regentin, Königinwitwe Maria von Medici, und deren Günstling Concino Concini. Nach offener Rebellion wurde er 1616 für drei Jahre inhaftiert. Als einer seiner Sekretäre wird der Übersetzer, Kosmograph, Arzt und Sprachlehrer Jean Saulnier genannt.
Danach unterstützte er die Krone, kämpfte gegen die Hugenotten und führte 1638 einen erfolglosen Feldzug gegen Spanien. Nach dem Tode Richelieus wurde er Mitglied des Regentschaftsrates für Ludwig XIV. Er starb sehr reich, denn der Großteil des Vermögens seines 1632 hingerichteten Schwagers Henri II. de Montmorency war ihm übertragen worden, darunter das Schloss Chantilly nordöstlich von Paris, das fortan bis zu ihrem Aussterben 1830 Hauptsitz der Familie Bourbon-Condé blieb, das Schloss Écouen und umfangreicher weiterer Besitz.
Seine Kinder mit Charlotte-Marguerite de Montmorency, die in der Fronde eine große Rolle spielten, waren:
- Anne Geneviève (1619–1679), verheiratet seit 1642 mit Henri II. d’Orleans, Herzog von Longueville (Haus Orléans-Longueville)
- Louis II. (1621–1686), Fürst von Condé
- Armand (1629–1666), Fürst von Conti, Stifter der jüngsten Linie des Hauses Bourbon-Conti

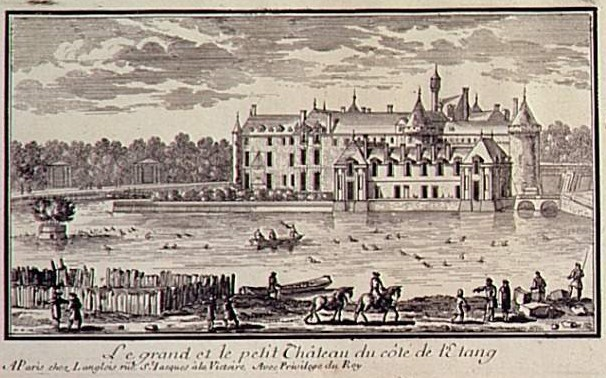
Schloss Chantilly
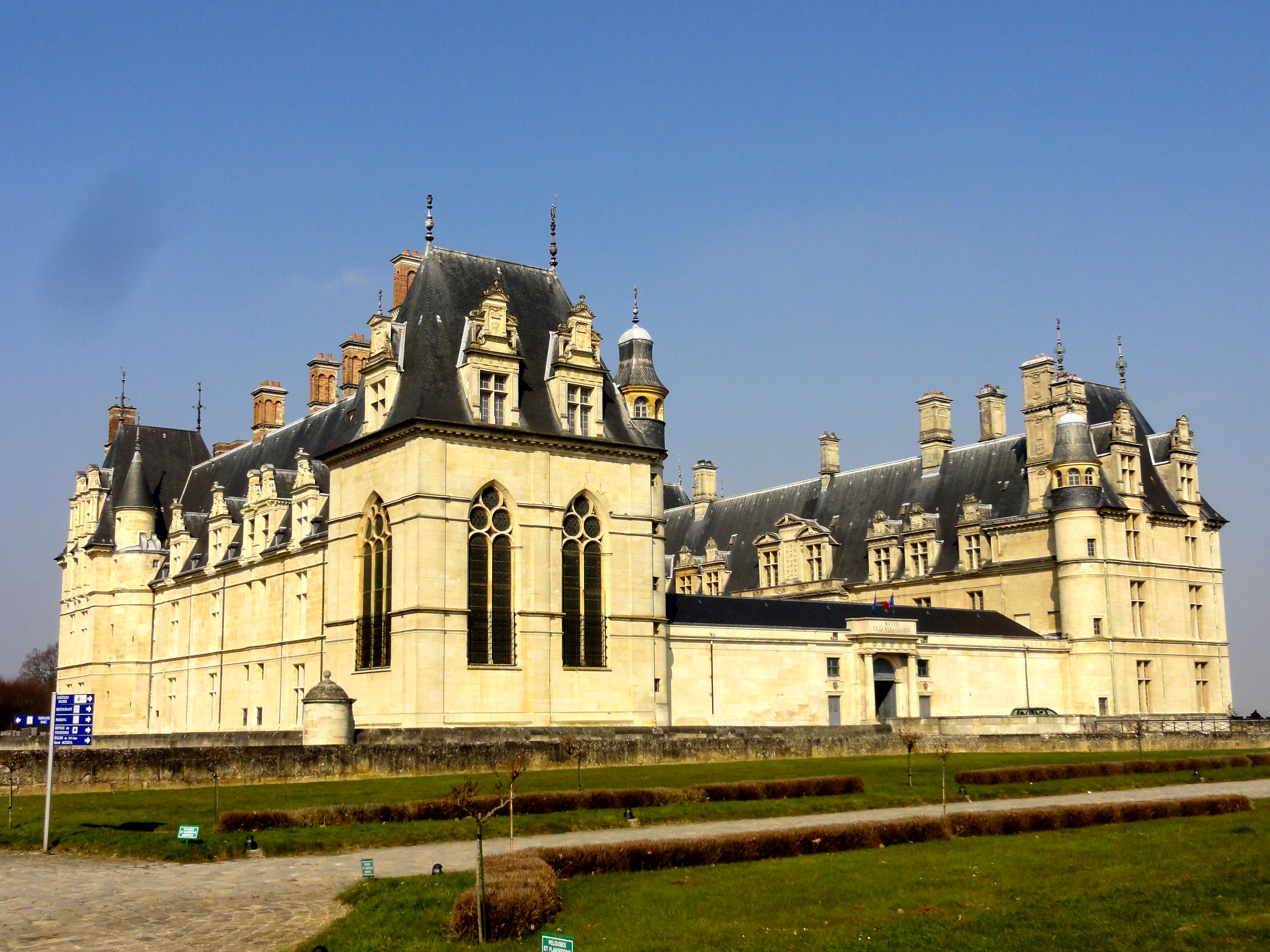
Schloss Écouen